# Zoran Filipović

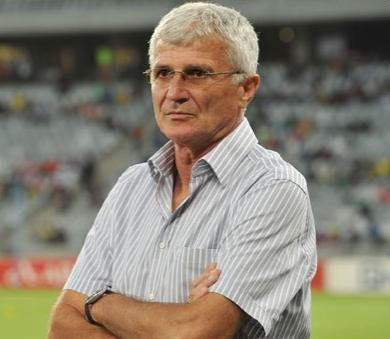
Zoran Filipović, 2011

Zoran Filipović (serb. Зоран Филиповић) (* 6. Februar 1953 in Titograd, SFR Jugoslawien) ist ein ehemaliger montenegrinischer Fußballspieler und derzeitiger -trainer.

## Werdegang
Zoran Filipović spielte in seiner Karriere von 1970 bis 1980 für den FK Roter Stern Belgrad. Seine nächsten Stationen waren der FC Brügge, Benfica Lissabon und Boavista Porto.
Er war danach Trainer in Portugal bei SC Salgueiros, SC Beira-Mar, Boavista Porto, und Vitória Guimarães. Weiterhin trainierte er in Griechenland Panionios Athen und die Mannschaft von Al-Shaab (2003). Von 2007 bis 2009 betreute er die montenegrinische Fußballnationalmannschaft und im Jahre 2010 die rumänische Mannschaft Ceahlăul Piatra Neamț. Von 2010 bis 2011 war er Trainer von Golden Arrows aus Südafrika. Im Sommer 2011 übernahm er den Cheftrainerposten beim kasachischen Erstligisten FK Atyrau und rettete den Verein vor dem drohenden Abstieg.